# Lijst van presidenten van Madagaskar
Dit is een lijst van presidenten van Madagaskar tot heden.

## Beknopt overzicht
| 1896      | het Protectoraat Madagaskar, een Frans protectoraat.        |
| 1897      | Madagaskar wordt een Franse kolonie (Frans-Madagaskar).     |
| 1940-1942 | Koloniaal bestuur loyaal aan de Vichy-regering (pro-Duits). |
| 1942-1946 | Britse bezetting.                                           |
| 1946      | Frans overzees gebied.                                      |
| 1958      | Autonome Malagassische Republiek.                           |
| 1960      | Malagassische Republiek.                                    |
| 1973      | Madagaskar treedt uit de Franse Gemeenschap.                |
| 1975      | Democratische Republiek Madagaskar.                         |
| 1992      | Republiek Madagaskar.                                       |

## Staatshoofden van Madagaskar (1957-heden)
In januari tot mei 1970 werd Madagaskar bestuurd door een driemanschap: André Resampa, Jacques Rabemananjara en Calvin Tsiebo, vanwege een ziekte van Philibert Tsiranana. De ambtswoning van de president is het Iavolohapaleis.
| Nr. | President                                                       | President                                                              | Ambtstermijn                       | Partij        | Partij | Verkiezing |
| --- | --------------------------------------------------------------- | ---------------------------------------------------------------------- | ---------------------------------- | ------------- | ------ | ---------- |
| 1   |                                                                 | Philibert Tsiranana (1912-1978)                                        | 14 oktober 1957 - 11 oktober 1972  | PSD           |        |            |
| 1   | 1965                                                            | Philibert Tsiranana (1912-1978)                                        | 14 oktober 1957 - 11 oktober 1972  | PSD           |        |            |
| 1   | Vicepresident van de Uitvoerende Raad tot 1972 daarna president | Vicepresident van de Uitvoerende Raad tot 1972 daarna president        | 1972                               | PSD           |        |            |
| -   |                                                                 | Gabriel Ramanantsoa (1906-1978)                                        | 11 oktober 1972 - 5 februari 1975  | Militair      |        | 1972       |
| -   |                                                                 | Richard Ratsimandrava (1931-1975)                                      | 5 februari 1975 - 11 februari 1975 | Militair      |        |            |
| -   | Vermoord                                                        | Richard Ratsimandrava (1931-1975)                                      |                                    | Militair      |        |            |
| -   |                                                                 | Gilles Andriamahazo (1919-1989)                                        | 12 februari 1975 - 15 juni 1975    | Militair      |        |            |
| -   |                                                                 | Didier Ratsiraka (1x) (1936-2021)                                      | 15 juni 1975 - 30 december 1975    | Militair      |        |            |
| 2   | 30 december 1975 - 27 maart 1993                                | Didier Ratsiraka (1x) (1936-2021)                                      | AREMA                              |               |        |            |
| 2   | 30 december 1975 - 27 maart 1993                                | Didier Ratsiraka (1x) (1936-2021)                                      | AREMA                              | 1982          |        |            |
| 2   | 30 december 1975 - 27 maart 1993                                | Didier Ratsiraka (1x) (1936-2021)                                      | AREMA                              | 1989          |        |            |
| 3   |                                                                 | Albert Zafy (1927-2017)                                                | 27 maart 1993 - 5 september 1996   | UNDD          |        | 1992/93    |
| -   |                                                                 | Norbert Lala Ratsirahonana (1938)                                      | 5 september 1996 - 9 februari 1997 | AVI           |        |            |
| (2) |                                                                 | Didier Ratsiraka (2x) (1936-2021)                                      | 9 februari 1997 - 5 juli 2002      | AREMA         |        | 1996       |
| 4   |                                                                 | Marc Ravalomanana (1949)                                               | 6 mei 2002 - 17 maart 2009         | TIM           |        | 2001       |
| 4   | 2006                                                            | Marc Ravalomanana (1949)                                               | 6 mei 2002 - 17 maart 2009         | TIM           |        |            |
| -   |                                                                 | Andry Rajoelina (1974) President van de Hoge Autoriteit van Madagaskar | 17 maart 2009 - 25 januari 2014    | TGV           |        |            |
| 5   |                                                                 | Hery Rajaonarimampianina (1958)                                        | 25 januari 2014 - 7 september 2018 | HVM           |        | 2013       |
| -   |                                                                 | Rivo Rakotovao (1960)                                                  | 7 september 2018 - 19 januari 2019 | HVM           |        |            |
| 6   |                                                                 | Andry Rajoelina (1974)                                                 | 19 januari 2019 - 9 september 2023 | TGV           |        | 2018       |
| -   |                                                                 | Christian Ntsay (1961)                                                 | 9 september 2023 - 27 oktober 2023 | Onafhankelijk |        |            |
| -   |                                                                 | Richard Ravalomana (1959)                                              | 27 oktober 2023 - 16 december 2023 | Onafhankelijk |        |            |
| (6) |                                                                 | Andry Rajoelina (1974)                                                 | 16 december 2023 - heden           | TGV           |        | 2023       |